# Francisco Ponce de León y Martínez
Francisco Ponce de León y Martínez (Albacete, 5 de septiembre de 1775-Alicante, mediados del siglo XIX) fue un carlista español del siglo XIX.

## Biografía
Nació en Albacete el 5 de septiembre de 1775 y fue bautizado en la parroquia de San Juan Bautista, de la misma capital, el día 7 bajo el nombre de Francisco Lorenzo. Tuvo como padrinos Pascual Portero Varea y Cathalina Medrano Navarro. Fue el último hijo del matrimonio formado por Juan Antonio Ponce de León Trujillo y de Josefa Mª Martínez  Portero, oriundos ambos de la villa de Albacete.
Nieto de Juan Ponce de León Cortés y de Cathalina Trujillo Phelipe naturales de Albacete y de Juan Martínez Gallego, vecino de la villa y de su segunda mujer, Francisca Portero Sánchez, natural Albacete.
Se casó en la parroquia de San Juan Bautista, Albacete, el 17 de abril de 1807 con María Rosa Joaquina Monedero y Collado viuda de Alonso de Córdoba, hija de Miguel Monedero y Rosa Collado, naturales de Quintanar del Rey, Cuenca. De este matrimonio se conocen cinco hijos, Juan Galo, Josefa Melitona, Miguel, María Jesusa y Pilar Ponce de León Monedero.
En el acta de bautismo de su hijo Juan Galo, en 1807, consta como Bachiller en Leyes y, en 1818, en el acta de bautismo de su hija María Jesusa consta como Bachiller en Derecho Civil.
Las sanciones que fueron aplicadas a los sospechosos de ideas carlistas, a menudo fueron muy rigurosas, en consonancia con los tiempos de inseguridad y peligro que se vivían: se les aparta de sus empleos, otros son juzgados e, incluso, condenados a cárcel o al destierro sin formación de un juicio explícito, como ocurrió con Francisco Ponce de León.

## Informe del Ayuntamiento
Documento 3: En respuesta al memorial dirigido a Su Majestad por D. Miguel Ponce de León (hijo de D. Francisco Ponce de León. Archivo Histórico Provincial de Albacete, Sección Municipios (Albacete), Caja 526. Informes de conducta de carlistas. Informe del Ayuntamiento Constitucional de esta Capital. 1837, marzo , Albacete.

Reproduciendo este Ayuntamiento, cuanto manifestó a Vuestra Señoría en su anterior informe de 30 de diciembre último, por ser en un todo conforme y arreglado a verdad, y a la exactitud de los hechos, de cuanto allí se hace referencia, y teniendo a la vista el contexto de la subrepticia y obreticia exposición elevada a Su Majestad por Miguel Ponce de León, sin duda con el objeto de sorprender la clemencia Soberana, no puede menos de manifestar, con respecto a los extremos de ésta, que tan lejos ha estado, y está este Ayuntamiento de excitar persecución alguna contra Francisco Ponce de León, y sus hijos, cuanto que por el contrario, condenado por sus nobles y generosos sentimientos, y echando un denso velo sobre las tristes ocurrencias, y verdaderos motivos de persecución contra verdaderos patriotas honrados, hasta el extremo de haberlos arruinado, y a sus infelices familias, en la última ominosa década, les está dispensada una consideración tan excesiva e ilimitada que excede los límites de la clemencia, y aun tal vez los de la prudencia, en sobsten de la justa causa. Así es que si comprendió en la última Quinta a Juan Galo Ponce y Miguel su hermano, fue precisamente por hallarse en la clase de los comprendidos para este efecto en las Reales Instrucciones vigentes, y dispensó a su madre y a un pariente que se presentó por los mismos, las audiencias, atenciones, y documentos que solicitaron, sin exigirles derechos algunos, excepto en una solicitud particular, que hicieron, y por cuyo despacho les cobró una pequeña parte la Secretaria.
Francisco fue conducido preso, como sospechoso por causa de conspiración e infidencia, por el Alcalde Constitucional del Quintanar del Rey, y sin embargo el Señor Alcalde Presidente le permitió que fuese y permaneciese en su casa, en lugar de las Cárceles Nacionales, no habiéndolo trasladado a esta hasta que a virtud de una Orden superior, así se le previno y mandó.
Juan Galo Ponce se incorporó y fugó con la Facción de Cabrera, no por persecuciones ni obstigacion en la Quinta, y después de haber redimido pecuniariamente el servicio de la movilización, sino por que así fue su libre voluntad, o por que le indujeron a ello sus antecedentes Políticos, o acaso las sugestiones de su padre y hermano, que se consideran en la opinión publica, y con datos bien marcados, como mas desafectos, obstinados y pertinaces que el mismo Juan Galo.
En confirmación de la ninguna animosidad, ni persecución, que de parte del Ayuntamiento y Alcaldes se ejercita contra el Francisco, sus hijos, los demás desafectos, y aun los que se han fugado a la Facción, no puede menos de manifestarse, en obsequio de la verdad y justicia, que no se ha formado contra estos causa alguna, ni se les han secuestrado sus bienes, aunque para ello han mediado ciertas dudas y dificultades sobre su legal ejecución, que sin duda hubieran sido desatendidas si desgraciadamente existiese la persecución y miras con que falsa e ingratamente se intenta mancillar la justificada conducta del Ayuntamiento, y la pureza y sinceridad de los sentimientos de su corazón en esta parte; llegando la deferencia, y consideración del Ayuntamiento y Alcaldes hasta el extremo, de que sabiendo, que residen en Madrid el Miguel Ponce de Leon, José Gil López Tello, y algunos otros desafectos, con íntimas relaciones y comunicaciones con otros de su clase, que por su notoria desafección, y otros antecedentes y datos, producen una convicción moral, de que están cooperando y contribuyendo a los planes, inteligencia y miras de los enemigos de la Causa de la libertad y la Patria, y tal vez sirviendo de agentes o desempeñando comisiones para este efecto, no se ha practicado en contra suya gestión, ni diligencia alguna, y si sólo la reclamación, que se hizo del pasaporte, que se expidió por la Gobernación Civil de esta Provincia en tiempos del Señor Jorge Gisbert en los Oficios de 23 y 29 de diciembre de 1835, así como el aviso, que sobre ello se dio a el Señor Gobernador Civil de Madrid, en otro de 23 del mismo mes y año solo con la sana idea, de que no perjudicase su estancia en la Corte, en que aún continúa, con íntimas relaciones con el Miguel Ponce de León, y los demás, a el buen éxito de la justa Causa, y por desatención de aquel justificado aviso.
Finalmente cree conveniente este Ayuntamiento el manifestar, con su acostumbrada exactitud y sinceridad, que considera que sería menos perjudicial a la justa Causa la estancia y permanencia en esta Capital del  Juan Galo Ponce, incorporado actualmente en la Facción, que no su padre y hermano, por reconocer en aquel mejores cualidades morales, ideas y sentimientos políticos, aunque a ninguno de los tres tiene este Ayuntamiento, por la decisión y avisos de la generalidad de este fiel vecindario, hacia las instituciones liberales, que actualmente nos gobiernan, y que conviene cimentar y consolidar sobre las bases de la justicia, legalidad, y orden, que son las que animan a este Ayuntamiento, y que sirven de base y norma para la evacuación del presente informe, con el que acordaron fuere devuelto el presente recurso, para que se le dé el curso correspondiente; firmándolo los Señores Capitulares concurrentes a el Cabildo de este día, 9 de marzo de 1837; de que el Secretario certifico. (Textual)